# Adalbert Kanitsch

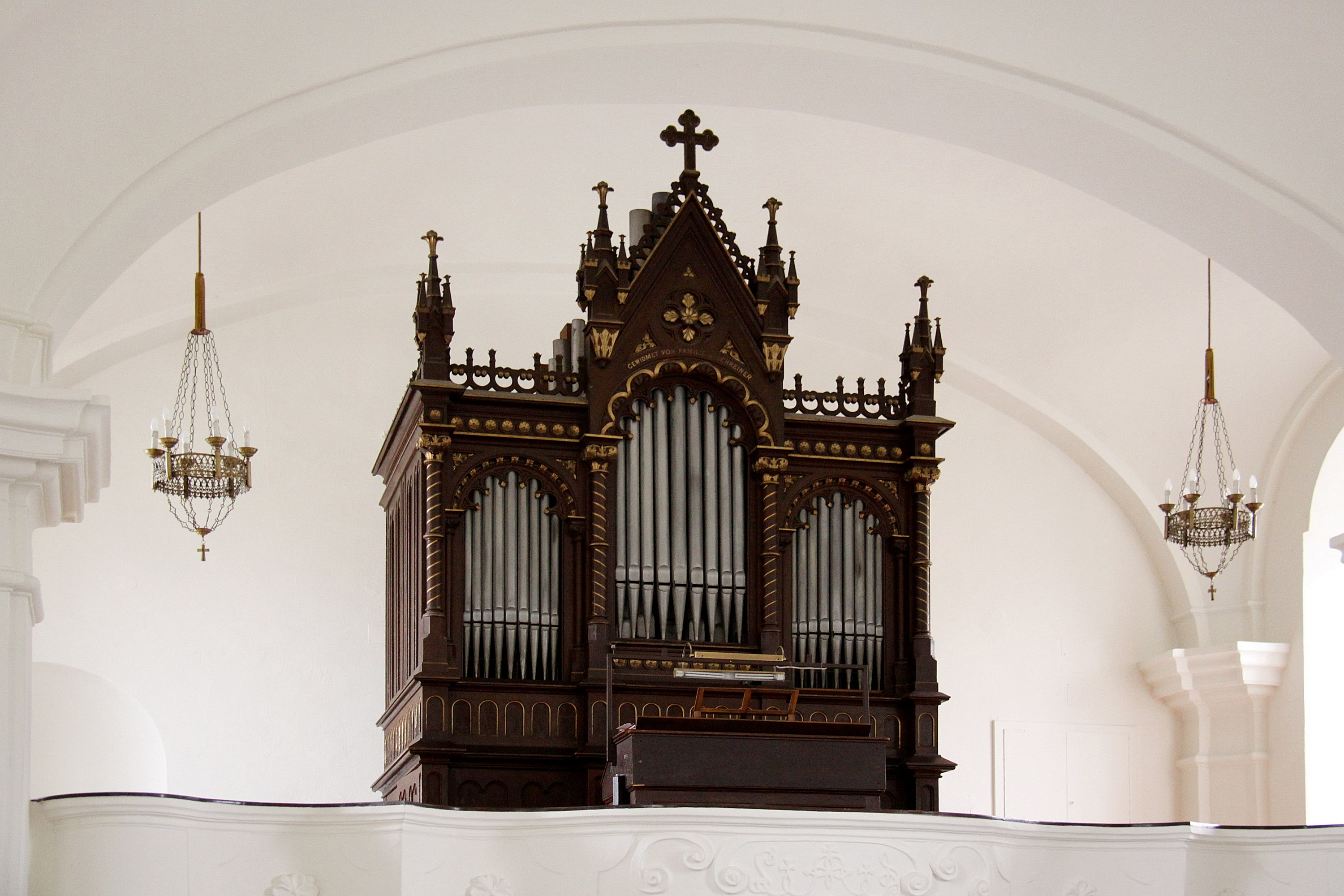
Pfarrkirche Walbersdorf

Adalbert Kanitsch (* ??; † ??) war ein österreichischer Orgelbauer in Wiener Neustadt.

## Leben
Adalbert Kanitsch erlernte den Orgelbau bei Franz Meindl in Ybbs. Zwischen 1874 und 1876 arbeitete er bei F. Meindl in Ybbs und zwischen 1876 und 1879 bei Carl Gottlieb Weigle in Stuttgart. Dort erlernte Kanitsch den Bau von Orgel mit mechanischer Kegellade. 1879 kehrte er nach Österreich zurück und eröffnete eine Werkstätte in Rohrbach bei Mattersburg. Aus dieser Zeit sind Reparaturen an den Orgeln in Lanzenkirchen und Bromberg nachweisbar.
Seine erste neue Orgel in der Zeit ab 1879 baute für die Pfarrkirche Edlitz mit 10 Registern. 1884 übersiedelte Kanitsch seine Werkstatt nach Wiener Neustadt.
Ab 1885 arbeitete sein Sohn Eduard Kanitsch in dieser Werkstätte mit. 1908 hat er seine Werkstatt Josef Franz Neubauer überlassen, der bei ihm bereits als Geselle den Orgelbau erlernt hatte. Anlässlich einer Reparatur der Balganlage im Dom St. Martin in Eisenstadt wurde von ihm 1879 die Balganlage erneuert, welche noch heute erhalten ist.
Seine Orgeln wurden stets mit mechanischer Traktur gebaut; nur seine letzte Orgel in Pfarrkirche Walbersdorf weist eine Traktur mit pneumatischen Kegelladen auf.

## Werke
| Jahr     | Ort                           | Gebäude               | Bild | Manuale | Register | Bemerkungen                                                                                         |
| -------- | ----------------------------- | --------------------- | ---- | ------- | -------- | --------------------------------------------------------------------------------------------------- |
| ca. 1880 | Edlitz                        | Pfarrkirche           |      | I/P     | 10       | bis 1954 erhalten, seit 1954 Orgel von Hubert Neumann                                               |
| 1882     | Maiersdorf                    | Pfarrkirche           |      | I/P     | 6        | [ 4 ]                                                                                               |
| 1889     | Gutenstein                    | Pfarrkirche           |      | I/P     | 10       | mechan. Kegellade, mit Eduard Kanitsch                                                              |
| 1890     | Trattenbach                   | Pfarrkirche           |      | I/P     | 8        | ursprünglich für Wolfgangskirche (Kirchberg am Wechsel) errichtet, 1786 nach Trattenbach übertragen |
| 1890     | Prigglitz                     | Pfarrkirche           |      | I/P     | 8        | mechan. Kegellade, mit Eduard Kanitsch                                                              |
| 1891     | Kirchschlag                   | Kalvarienbergkirche   |      | I/P     | 8        | mechan. Kegellade, mit Eduard Kanitsch                                                              |
| 1891     | Lanzenkirchen                 | Filialkirche Ofenbach |      | I/P     | 8        | mechan. Kegellade, mit Eduard Kanitsch                                                              |
| 1893     | Eggendorf bei Wiener Neustadt | Pfarrkirche Eggendorf |      | I/P     | 8        | mechan. Kegellade, mit Eduard Kanitsch                                                              |
| 1894     | Würflach                      | Pfarrkirche           |      | I/P     | 8        | mechan. Kegellade, nicht erhalten, seit 1976 Orgel von Walcker-Mayer                                |
| 1904     | Walbersdorf                   | Pfarrkirche           |      | I/P     | 8        | pneumatisch gesteuerte Kegellade, mit Eduard Kanitsch                                               |
| 1911     | Wöllersdorf                   | Pfarrkirche           |      | II/P    | 13       | pneumatisch gesteuerte Kegellade, nicht erhalten, seit 1983 Orgel von Walcker-Mayer                 |